# Грищенко, Арнольд Афанасьевич
Гри́щенко Арнольд Афанасьевич (23 сентября 1936, с. Мутичев Репкинского района Черниговской области — 17 декабря 2006, Киев) — Языковед. Доктор филологических наук (1980), доктор (1987), академик АПНУ (1999). Заслуженный деятель науки и техники Украины (1995). Окончил Нежинский педагогический институт (1958).

## Биография
Учительствовал на Черниговщине.
В 1960 году поступил в аспирантуру Институт языкознания АН УССР (руководитель кандидатской дис. М. Жовтобрюх).
В 1963-1981 годах работал младшим научным сотрудником, а впоследствии - стал старшим научным сотрудником Института;
Был главой Конгресса МАУ 2005 года в Донецке. Сопредседательствовали вместе с ним В. Нимчук и Л. Олешкевич.
В 1981-2006 гг. - Заведующий кафедрой украинского языка Национального педагогического университета. Научные исследования Грищенко по синтаксису и морфологии современного украинского языка, истории украинского языка отличаются подробным анализом явления в синхронии и диахронии, типологическими и сравнительно историческими сопоставлениями с тождественными явлениями в других языках. Как член Национальной правописания при Кабинете министров Украины, разрабатывал вопрос правописания слов иноязычного происхождения.

## Труды
- Складносурядне речення в сучасній українській літературній мові. 1969;
- Прикметник в українській мові. 1978;
- Граматика української мови. 1982 (сооавторство.);
- Украинская грамматика. 1986 (сооавторство.); усі — Київ.